# Аухаузен
Аухаузен (њем. Auhausen) општина је у њемачкој савезној држави Баварска. Једно је од 43 општинска средишта округа Донау-Рис. Према процјени из 2010. у општини је живјело 1.058 становника. Посједује регионалну шифру (AGS) 9779117.

## Географски и демографски подаци
Аухаузен се налази у савезној држави Баварска у округу Донау-Рис. Општина се налази на надморској висини од 422 метра. Површина општине износи 15,6 km². У самом мјесту је, према процјени из 2010. године, живјело 1.058 становника. Просјечна густина становништва износи 68 становника/km².